# Bernard Fragneau
Bernard Fragneau (7 mai 1951 à Paris - 20 janvier 2014 à Boulogne-Billancourt,) est un haut fonctionnaire français.

## Biographie
Élève de l'ENA (promotion Michel de l'Hospital), il a été préfet du Jura, de l'Eure  (2000-2004), de l'Essonne et du Pas-de-Calais avant d'être nommé préfet de la région Poitou-Charentes et de la Vienne puis de la région Centre et du Loiret (2008).
En 2010, il demande à être relevé de ses fonctions après avoir été désavoué par le président de la République pour avoir fait expulser une étudiante marocaine en situation irrégulière, qui avait été arrêtée et expulsée après être venue porter plainte dans un commissariat contre son frère qui la battait, avant d'obtenir son rapatriement quelques semaines plus tard.
Il met fin à ses jours le 20 janvier 2014,.

## Récompenses et distinctions

### Décorations
- Officier de la Légion d'honneur, promu officier le 31 décembre 2009[6]
  -  Chevalier de la Légion d'honneur, le 31 décembre 1999[7]
- Officier de l'ordre national du Mérite, promu officier le 14 novembre 2005[8]
  -  Chevalier de l'ordre national du Mérite, le 21 avril 1993
- Médaille pénitentiaire (2003)[9]